# GeneReviews
GeneReviews é uma base de dados em linha que contém artigos padronizados revisados por pares que descrevem doenças hereditárias específicas. Foi estabelecido em 1997 como GeneClinics por Roberta A. Pagon (Universidade de Washington) com financiamento do National Institutes of Health . Seu foco é principalmente em distúrbios de um único gene, fornecendo informações específicas sobre o distúrbio atuais sobre diagnóstico, tratamento e aconselhamento genético. Links para recursos de consumo geral e específicos para doenças estão incluídos em cada artigo, quando disponíveis. A base de dados está publicada no site National Center for Biotechnology Information Bookshelf. Os artigos são atualizados a cada dois ou três anos ou conforme necessário, e revisados sempre que ocorrem mudanças significativas nas informações clinicamente relevantes. Os artigos são pesquisáveis por autor, título, gene e nome da doença ou proteína, e estão disponíveis gratuitamente.